# Séisme de 2016 à Sumatra
Le séisme de 2016 à Sumatra s'est produit au large de l'île indonésienne de Sumatra avec une magnitude 7,9.

## Description
Un tremblement de terre de magnitude évaluée à 7,8 a frappé le large de l’Indonésie, mercredi 2 mars 2016. Une alerte au tsunami a été lancée sur la région nord et ouest de Sumatra, et notamment pour les zones d’Aceh, Bengkulu et Lampung.